# أفيفا كيمبنر
أفيفا كيمبنر (بالإنجليزية: Aviva Kempner) هي منتجة أفلام ومخرجة أمريكية، ولدت في 23 ديسمبر 1946 في برلين في ألمانيا.

## وصلات خارجية
- أفيفا كيمبنر على موقع IMDb (الإنجليزية)
- أفيفا كيمبنر على موقع قاعدة بيانات الفيلم (الإنجليزية)